# Ohrdruf

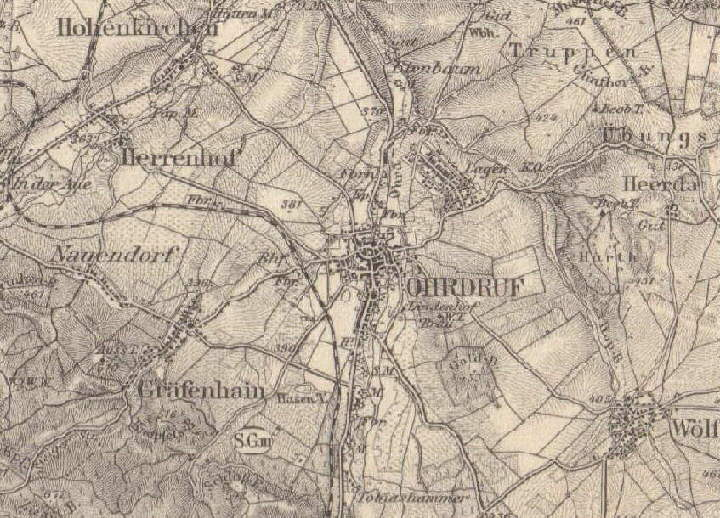
Karte von Ohrdruf (1921)

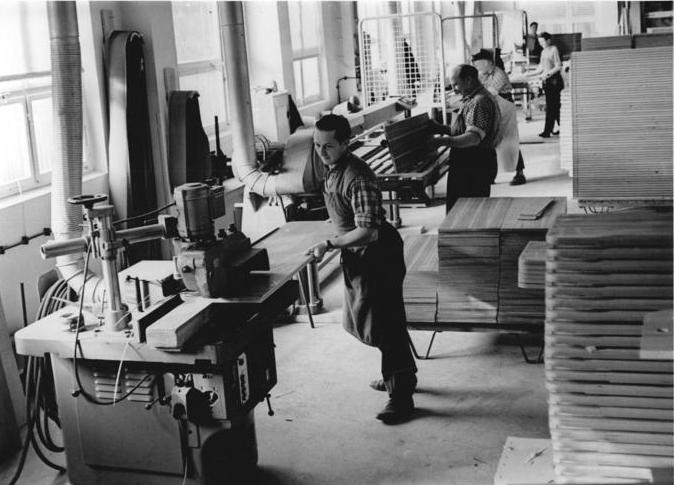
Werkhalle der Möbelfabrik Georg John jun. KG, 1967

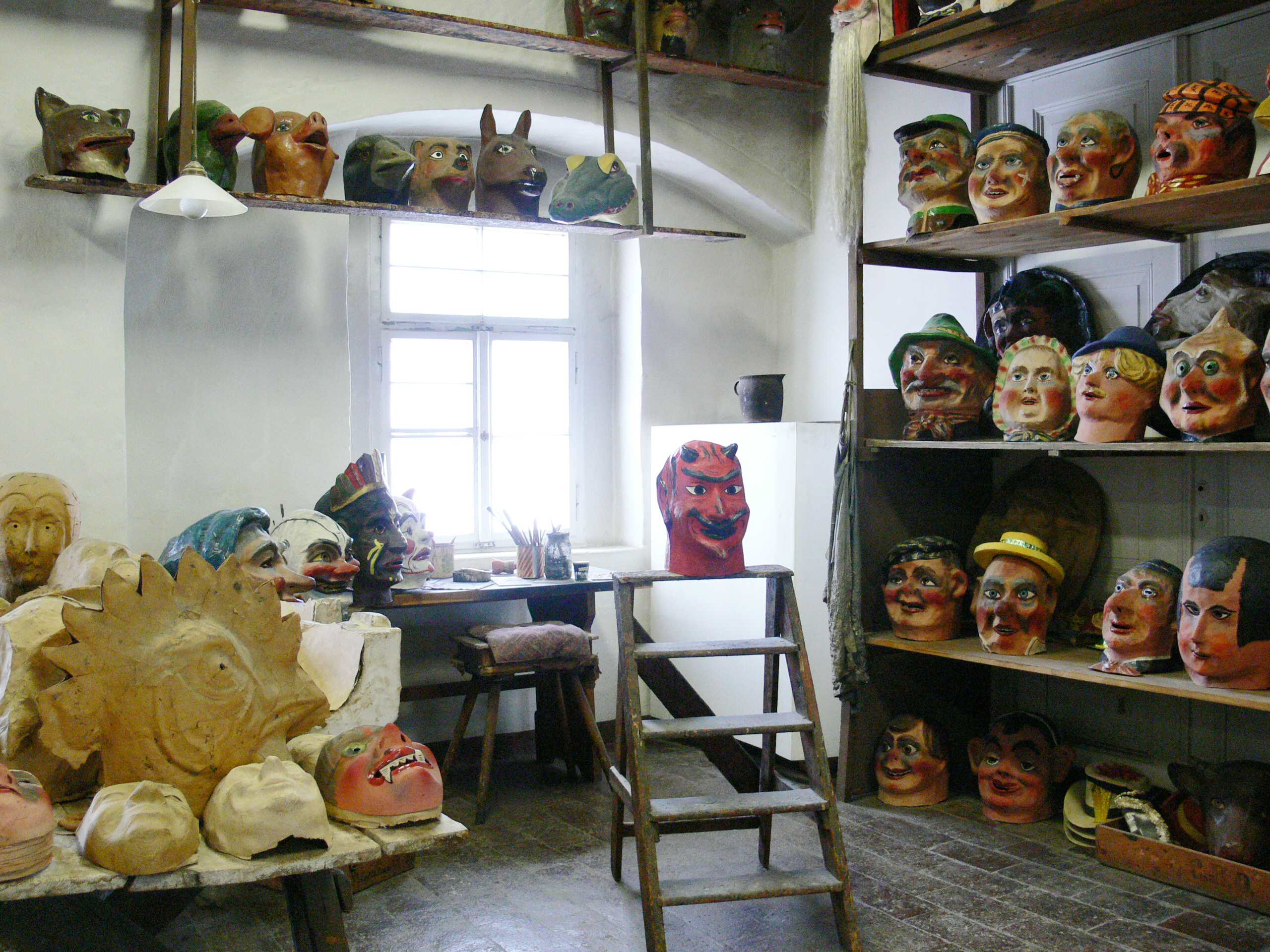
Werkstatt eines Maskenmachers aus Ohrdruf (1979 vom Museum für Thüringer Volkskunde Erfurt erworben)

Ohrdruf ist eine Kleinstadt im thüringischen Landkreis Gotha.
Die Stadt ist vor allem als Wohnort Johann Sebastian Bachs bekannt. Bei ihr liegt der größte Truppenübungsplatz Thüringens. Sehenswert sind einige historische Gebäude der Altstadt und das Schloss Ehrenstein am Rande der Altstadt.

## Geografie

### Geographische Lage
Ohrdruf liegt auf 375 m ü. NHN unweit nördlich des Thüringer Waldes am Übergang des Westthüringer Berg- und Hügellandes zur sich östlich anschließenden Ohrdrufer Platte. Die Ohrdrufer Platte ist eine Muschelkalkformation, die sich nördlich an den Thüringer Wald anschließt. Die nördliche und westliche Umgebung Ohrdrufs ist nahezu völlig flach, während die Berge des Thüringer Waldes etwa zwei Kilometer südlich der Stadt plötzlich beginnen. Die sonst vorhandene Übergangszone aus Hügeln zwischen Flachland und Thüringer Wald fehlt hier.
Ohrdruf liegt an der Ohra, einem Nebenfluss der Apfelstädt, von dem sich auch der Name ableitet. Ohr kommt von Ohra, -druf entstand durch Akzentverschiebung von -dorf.

### Stadtgliederung
Ohrdruf mit den Ortsteilen Crawinkel, Gräfenhain und Wölfis ist erfüllende Gemeinde für Luisenthal sowie Zentrum des südlichen Teils des Landkreises Gotha.

## Geschichte

### Beginn bis 1900
Um die Zeit von Christi Geburt gab es nahe dem heutigen Schloss eine Siedlung der elbgermanischen Hermunduren. Nach 530 n. Chr. wurde eine fränkische Wasserburg im Bereich des späteren Schlosses gebaut.
723 und 724 begann in Ohrdruf Bonifatius mit der Gründung der Zelle St. Michael seine Mission in Thüringen. Die Zelle gehörte um 800 der Reichs-Abtei Hersfeld an.
Im 10. Jahrhundert war Ohrdruf mit seinem Petristift Aufenthaltsort von Kaiser Otto I. Aus dem Besitz der Grafen von Käfernburg-Schwarzburg gelangte Ohrdruf 1342 an die Grafen von Gleichen, stand seit dem Spätmittelalter aber unter der Lehns- und Landesherrschaft der Wettiner. 1344 wurde das Chorherrenstift nach Gotha verlegt. 1348 wurden Ohrdruf die Stadtrechte verliehen. Seit 1356 wurde Ohrdruf von Ratsmeistern verwaltet. Von 1463 bis zur Reformation gab es ein Karmeliterkloster.
Der Tobiashammer bei Ohrdruf wurde 1482 als Kupferhammer gebaut. 1972 erfolgte die Stilllegung.
1599 verlegten die Grafen von Gleichen ihren Wohnsitz nach Ohrdruf in das neu erbaute Schloss Ehrenstein. Gleichzeitig wurde die Stadt ummauert und ein Gymnasium eröffnet. Als das Geschlecht von Gleichen 1631 ausstarb, fielen die Stadt und sechs Dörfer, die meisten in der Umgebung, als Obergrafschaft Gleichen infolge eines Erbvertrags an die Linie Neuenstein der Fürsten von Hohenlohe. Sie unterhielten in Ohrdruf bis 1848 eine Kanzlei und ein Konsistorium. Die Landeshoheit blieb zunächst gemeinschaftlicher Besitz des Gesamthauses Sachsen-Weimar und gelangte 1657 in den alleinigen Besitz der Linie Sachsen-Gotha.
1611 und in den Jahren 1625/26 und 1635/36 im Dreißigjährigen Krieg überzog die Pest das Land und kostete über die Hälfte der Bevölkerung das Leben. Große Brände in den Jahren 1510, 1753 und 1808 vernichteten nicht nur wertvolle Gebäude, sondern auch wichtige Akten und Urkunden. 1808 brannten das alte Renaissance-Rathaus, die Fachwerkhäuser am Markt, die Michaeliskirche sowie das Wohnhaus des Organisten Johann Christoph Bach (des Bruders und Orgellehrers von Johann Sebastian Bach) nieder.
Die Bewohner lebten von Landwirtschaft, Wollweberei, Frachtfuhren, Holz- und Getreidehandel. Zwei Kupferhämmer stammten aus dem 15. und 17. Jahrhundert, ein Eisenwerk erzeugte Sicheln und Krauthobel, es gab zwei Papiermühlen und viele Peitschenstielmacher in einer eigenen Innung. Seit 1837 entstanden Fabriken für Matratzen, Porzellan, Spielwaren, Knöpfe, Lederwaren und Glasinstrumente. Besonders die Spielwarenindustrie brachte zahlreiche Innovationen hervor und belieferte neben dem Binnenmarkt auch viele Kunden in Übersee.
Seit 1876 verband eine Bahnlinie die Stadt mit Gotha und seit 1892 auch mit Gräfenroda. Die Linie wurde 2011 eingestellt.

### 1900 bis heute
Ab 1906 wurde der Truppenübungsplatz bei Ohrdruf erheblich ausgebaut, was zu einer Stärkung der Ohrdrufer Wirtschaft führte.
Der Erste Weltkrieg brachte auch für Ohrdruf viele schmerzliche Opfer mit sich.
Bis 1918 gehörte Ohrdruf zum Herzogtum Sachsen-Coburg und Gotha und von 1918 – nach dem Ende der Monarchie – bis 1922 zum Freistaat bzw. Gebiet Gotha. Nach Abtretung der Patrimonialgerichtsbarkeit durch die Hohenlohes 1848 wurde der Kanzleibezirk Ohrdruf der Obergrafschaft Gleichen aufgehoben und für dessen um Ohrdruf gelegene Orte das staatliche Justizamt Ohrdruf gebildet. Dessen Verwaltungsbefugnisse gingen 1858 im Zuge der im Herzogtum Gotha durchgeführten Verwaltungsreform an das neugegründete Landratsamt Ohrdruf über, das bis 1922 bestand. Das Landratsamt Ohrdruf war relativ groß und erreichte die Dimensionen eines heutigen Landkreises. Es erstreckte sich von Wechmar im Norden bis nach Zella-Mehlis und Manebach im Süden und von Tambach-Dietharz im Westen bis nach Gossel im Osten. Mit dem thüringischen Kreiseinteilungsgesetz von 1922 wurde der überwiegende Teil des Landratsamtsbezirks dem Landkreis Gotha, der östliche Teil dem Landkreis Arnstadt zugeordnet. Zella-Mehlis im Süden wurde kreisfrei. An das Amtsgebiet grenzten damals (im Uhrzeigersinn, beginnend im Norden): Preußen mit Mühlberg – Landratsamt Erfurt (ab 1932 Landratsamt Weißensee) – Schwarzburg-Sondershausen mit dem Amt Arnstadt – Schwarzburg-Rudolstadt mit Angelroda – Schwarzburg-Sondershausen mit der Enklave Geschwenda – Sachsen-Weimar-Eisenach mit dem Amt Ilmenau – Preußen mit dem Landkreis Schleusingen (Provinz Sachsen) – Hessen-Kassel (später Preußen mit der Provinz Hessen-Nassau) mit der Herrschaft Schmalkalden.
In der von der Weltwirtschaftskrise ab 1930/1931 schwer betroffenen Stadt waren linke Parteien relativ stark vertreten. Im Jahr 1930 stellten die Fraktionen der KPD und KAPD 5 von 13 Stadtverordneten, die NSDAP 4 und die Bürgerlichen 3 Abgeordnete. 1931 stellte die NSDAP mit Willy Marschler den Bürgermeister von Ohrdruf und hatte 1932 mit 7 Abgeordneten die Mehrheit im Stadtrat.
1933 bewirkte das NSDAP-Regime (wie auch im übrigen Reich) die Gleichschaltung aller Lebensbereiche.
Nach einem leichteren Luftangriff durch 10 amerikanische B-17-Bomber mit 22,5 Tonnen Bomben am 30. November 1944 warfen am 6. Februar 1945 mittags 35 amerikanische B-17 „Flying Fortress“ insgesamt 91 Tonnen Bombenlast (davon 200 High Explosives Sprengbomben) auf die Stadt, den umgebenden Wald und Felder. 69 Einwohner kamen ums Leben: 39 Frauen, 22 Kinder und 8 Männer. 1000 Bewohner wurden obdachlos. 31 Häuser sowie das Kirchenschiff der Stadtkirche St. Michael wurden total zerstört, 64 Gebäude schwer beschädigt, an der Trinitatiskirche und am Schloss Ehrenstein entstanden Schäden. Die Opfer wurden nach einer Trauerfeier vor dem Rathaus in einem Massengrab auf dem Ohrdrufer Neuen Friedhof beerdigt.

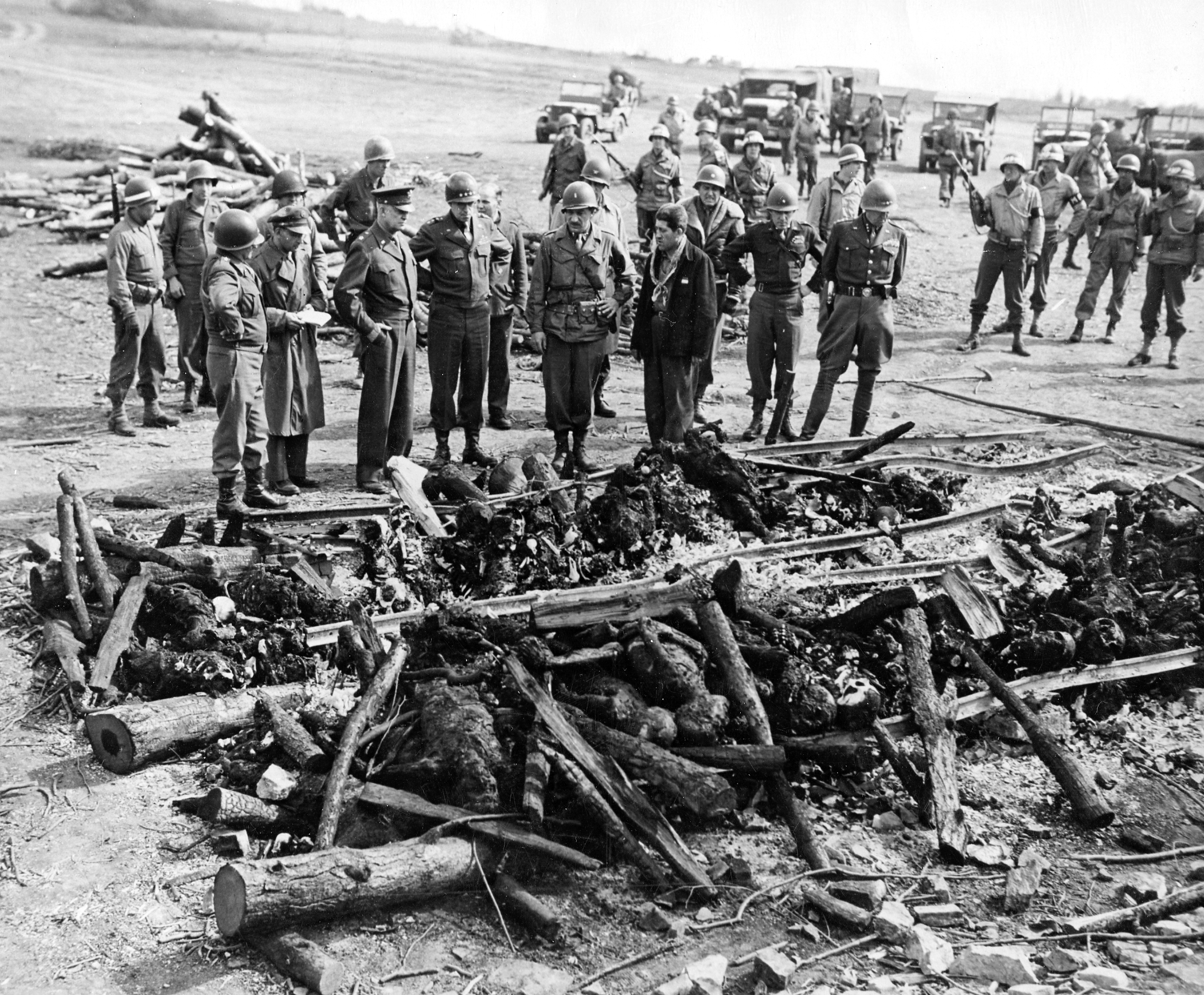
US-Generäle Eisenhower, Bradley und Patton am 12. April 1945 im Zwangsarbeitslager Ohrdruf. Im Vordergrund verkohlte Leichen von Gefangenen

Im April 1945 besetzten Truppen der US Army die Stadt. Dabei entdeckten sie auch das Zwangsarbeitslager Ohrdruf, ein Außenlager des KZs Buchenwald.
Anfang Juli rückten Truppen der Roten Armee in Ohrdruf ein. Ohrdruf wurde damit Teil der Sowjetischen Besatzungszone und 1949 der DDR. In der Garnison Ohrdruf waren zur DDR-Zeit etwa 30.000 sowjetische Militärangehörige stationiert. Im Oktober 1991 verließ der letzte von ihnen den Ort.
Nach der politischen Wende 1989/90 hat die Stadt „eine imposante Entwicklung“ genommen. In einem Gewerbegebiet haben über 30 Firmen mit mehr als 3000 Arbeitsplätzen ihren Betrieb aufgenommen. Die Sanierung der Altbausubstanz und der Infrastruktur, die Rekonstruktion des Schlosses Ehrenstein (mit Bürgersaal, Museum, Archiv) sowie neue Wohngebiete gelten als markante Ereignisse.

### Truppenübungsplatz Ohrdruf
Seit 1871 wurde ein Gebiet zwischen Ohrdruf, Jonastal und Bittstädt bereits als Manövergelände genutzt und 1906 beschloss der Reichstag die Einrichtung eines offiziellen Truppenübungsplatzes. Ab 1908 wurde mit dem Ausbau des Geländes begonnen. Es entstand ein Truppenlager einschließlich einer kleinen „Militärstadt“. Der Platz wurde im Ersten Weltkrieg auch als Kriegsgefangenenlager genutzt. Nach dem Ersten Weltkrieg war er in der Hand von revolutionären Soldaten und Arbeitern aus Gotha. Der Truppenübungsplatz wurde dann von der Reichswehr und der Wehrmacht genutzt. Letztere richtete ab Mitte der 1930er Jahre eine große unterirdische Nachrichtenzentrale ein, das „Amt 10“. Der Platz ist mittlerweile im Besitz des Bundes (Bundeswehr).
Gegen Ende 1944 wurde das Zwangsarbeitslager Ohrdruf bzw. Ohrdruf-Nord, eine Außenstelle des KZ Buchenwald, eingerichtet. Die Häftlinge wurden als Zwangsarbeiter für den Bau umfangreicher unterirdischer Tunnel- und Bunkeranlagen eingesetzt. Im März 1945 hatte das Lager 11.700 Häftlinge. Am 2. April 1945 musste der größte Teil der Häftlinge unter SS-Bewachung in einem Todesmarsch 51 Kilometer nach Buchenwald marschieren. Zahlreiche Häftlinge brachen während des Marsches zusammen und starben bzw. wurden von den SS-Bewachern erschossen. Das Lager wurde am 4. April 1945 von den amerikanischen Truppen befreit. Es wurde auch von General Eisenhower besichtigt, der darauf bestand, dass sowohl seine Truppen wie die Zivilbevölkerung diesen Ort der Nazi-Verbrechen in den nächsten Tagen betrachteten. Die Bewohner von Ohrdruf mussten die Leichen beerdigen. Unter dem Eindruck des Gesehenen nahmen sich der Bürgermeister Schneider und seine Frau das Leben.
Im Juli 1945 wurde das Gebiet gemäß der Erklärung von Jalta der Roten Armee (der späteren Sowjetarmee) übergeben, die es bis 1991 weiter als Truppenübungsplatz nutzte. Unter anderem wurde eine Basis für Mittelstreckenraketen (Reichweite bis 1500 km) errichtet. Alle Bauten, auch die Militärstadt aus der Kaiserzeit, mussten nach Abzug der Sowjetarmee abgerissen werden. Der Platz wurde aufwendig saniert. Zu den Hinterlassenschaften der Sowjetarmee gehörte Munition in Erdfällen und Bunkern.
Verteidigungsminister Thomas de Maizière (CDU) verkündete am 26. Oktober 2011 das Stationierungskonzept der Bundeswehr und die Aufgabe des Truppenübungsplatzes Ohrdruf. Über die weitere Nutzung des Geländes wurde danach heftig diskutiert. Inzwischen steht fest, dass das Areal auch weiterhin in gesamter Ausdehnung militärisch als Standortübungsplatz dient, und wird der Friedenstein-Kaserne in Gotha unterstellt.
Der Truppenübungsplatz liegt im Vogelschutzgebiet Ohrdrufer Muschelkalkplatte und Apfelstädtaue. Das Gelände beherbergt dank der fehlenden landwirtschaftlichen und der militärischen Nutzung während der letzten mehr als hundert Jahre eine Vielzahl bedrohter Tier- und Pflanzenarten. Zu den seltenen Tieren gehören beispielsweise der Schwarzstorch, die Wiesenweihe, der Wespenbussard, der Baumfalke, der Rotmilan, die Bekassine, der Wachtelkönig, die Heidelerche, die Sperbergrasmücke, der Raubwürger, die Grauammer, die Kornweihe, die Sumpfohreule, die Wildkatze, die Kleine Hufeisennase, der Kammmolch, die Kreuzkröte und weitere, die zum Teil in der Roten Liste aufgeführt sind.

### Eingemeindungen
Ohrdruf war seit der Auflösung der Verwaltungsgemeinschaft Ohrdruf im Jahre 1995 erfüllende Gemeinde für die umliegenden Orte Crawinkel, Wölfis, Luisenthal und Gräfenhain. Crawinkel, Wölfis und Gräfenhain wurden zum 1. Januar 2019 nach Ohrdruf eingemeindet, für Luisenthal ist die Stadt weiterhin erfüllende Gemeinde.

### Wappen
Blasonierung: „In Blau der silberne, golden nimbierte und gegürtete Erzengel Michael als Kniefigur mit erhobenem Schwert in der rechten und einer Waage mit goldenen Waagschalen in der linken Hand“.
Siegel mit der Figur des Erzengels Michael als Seelenwäger erschienen erst nach der Einführung der Reformation. Das Wappenbild erinnert an den Ursprung des Ortes als Einsiedelei St. Michael.

### Entwicklung der Einwohnerzahl
| Jahr | Einwohner |
| ---- | --------- |
| 1830 | 3588      |
| 1841 | 4025      |
| 1895 | 6164      |
| 1900 | 6295      |
| 1910 | 6504      |
| 1925 | 7280      |
| 1960 | 6697      |
| 1970 | 6896      |
| 1994 | 6073      |
| 1995 | 6088      |
| 1996 | 6191      |
| 1997 | 6210      |
| 1998 | 6177      |

| Jahr | Einwohner |
| ---- | --------- |
| 1999 | 6134      |
| 2000 | 6082      |
| 2001 | 6079      |
| 2002 | 6121      |
| 2003 | 6145      |
| 2004 | 6102      |
| 2005 | 6024      |
| 2006 | 5974      |
| 2007 | 5906      |
| 2008 | 5824      |
| 2009 | 5765      |
| 2010 | 5745      |
| 2011 | 5569      |

| Jahr | Einwohner |
| ---- | --------- |
| 2012 | 5466      |
| 2013 | 5426      |
| 2014 | 5395      |
| 2015 | 6218      |
| 2016 | 5520      |
| 2017 | 5499      |
| 2018 | 5472      |
| 2019 | 9820      |
| 2020 | 9652      |
| 2021 | 9525      |
| 2022 | 9613      |

Einwohnerentwicklung von Ohrdruf von 1830 bis 2017 nach nebenstehender Tabelle

Daten ab 1994: Thüringer Landesamt für Statistik

ab 2019: neugebildete Stadt Ohrdruf

## Politik

### Stadtrat
Bei der Kommunalwahl vom 26. Mai 2024 hat die SPD mit sechs Sitzen die meisten Mandate erhalten. Der Stadtrat setzt sich wie folgt zusammen (mit Vergleichszahlen vergangener Wahlen):
| Partei / Liste                       | 2024 |   | 2019 | 2014 |
| SPD                                  | 6    | 6 | 3    |      |
| Wählergemeinschaft für Ohrdruf (WfO) | 4    | 4 | 5    |      |
| CDU                                  | 4    | 4 | 9    |      |
| AfD                                  | 5    | 3 | 0    |      |
| Die Linke                            | 1    | 2 | 3    |      |
| Die Unabhängigen (DU)                | 0    | 1 | 0    |      |

### Bürgermeister
Bei der Bürgermeisterwahl 2018 wurde Stefan Schambach (SPD) zum Bürgermeister von Ohrdruf gewählt. Er setzte sich in der Stichwahl gegen Adrian Weber (CDU) mit 67,4 % der Stimmen durch. Bei der Bürgermeisterwahl am 26. Mai 2024 wurde er mit 63,8 Prozent der gültigen Stimmen erneut gewählt. Sein Mitbewerber Heinrich Josef Bley (CDU) erhielt 36,2 Prozent, die Wahlbeteiligung betrug 63,3 Prozent.
Seine Vorgänger waren:
- 1990–2006: Klaus Scheikel (FDP, später WfO)
- 2006–2018: Marion Hopf (CDU)

### Städtepartnerschaften
Ohrdruf unterhält eine Städtepartnerschaft mit dem hessischen Wolfhagen.

## Kultur und Sehenswürdigkeiten

### Schloss Ehrenstein

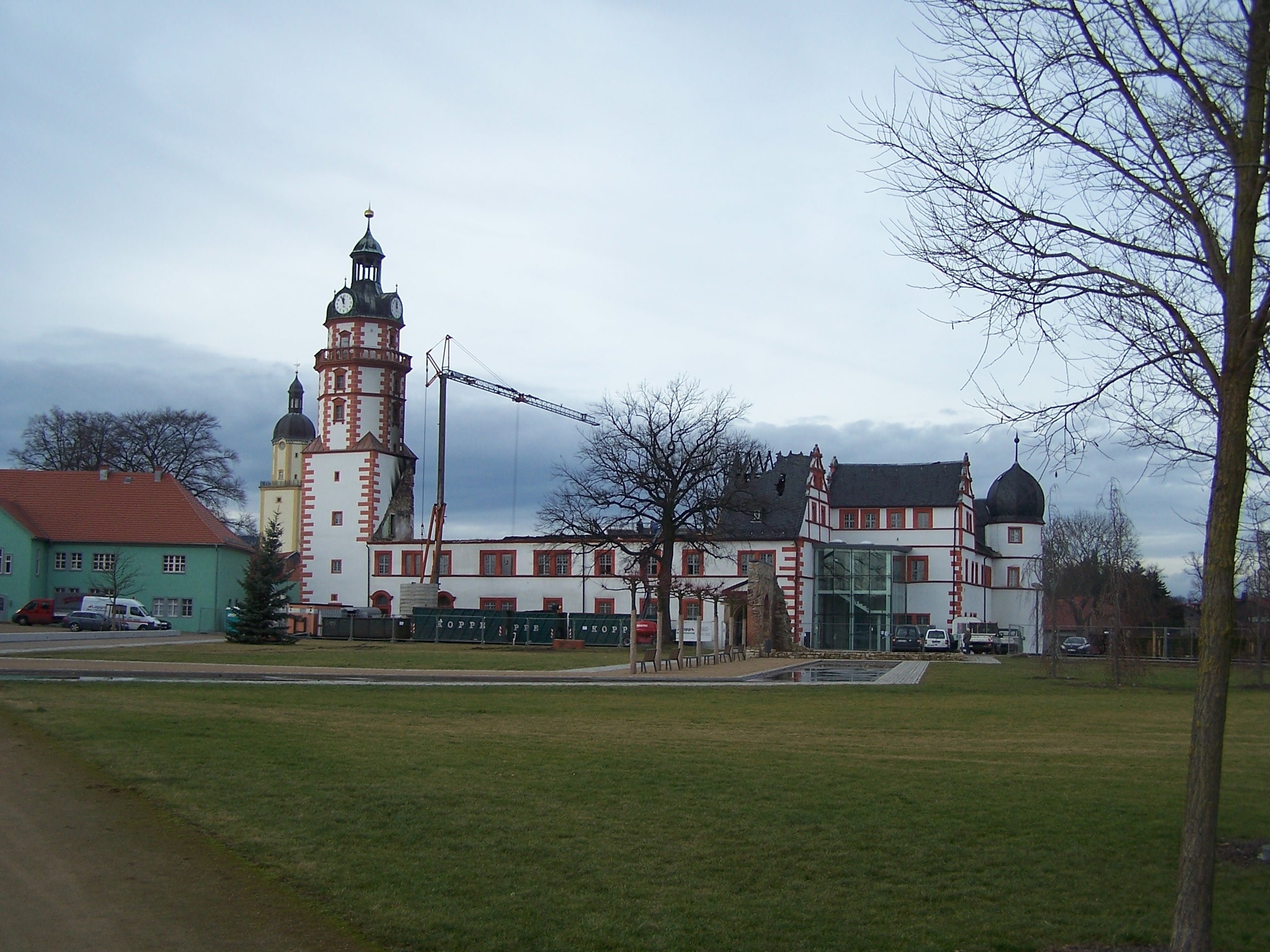
Schloss Ehrenstein (2014)

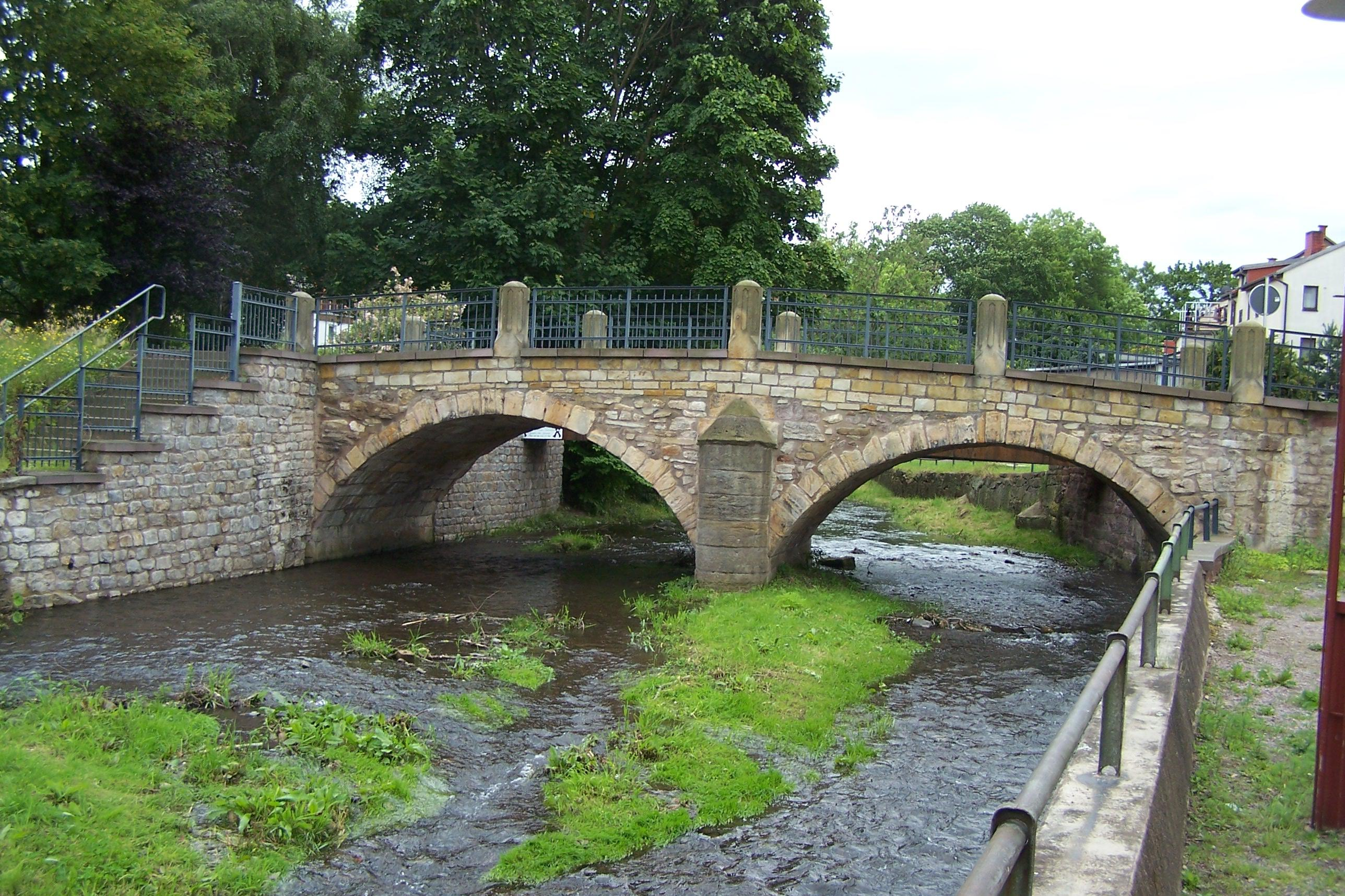
Gewölbebrücke über die Ohra von 1593, erneuert 1998/99

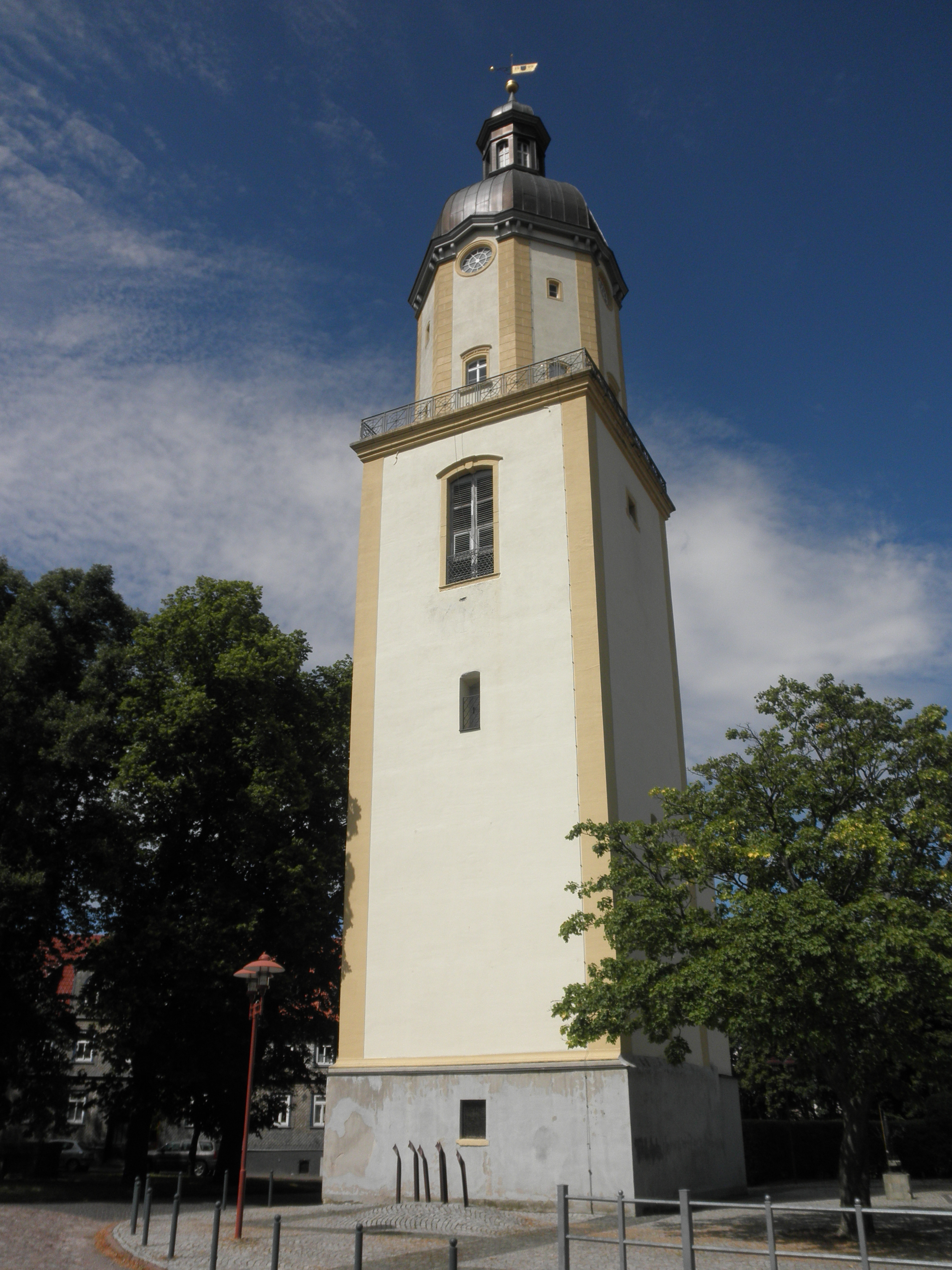
Turm der früheren Michaeliskirche (2012)

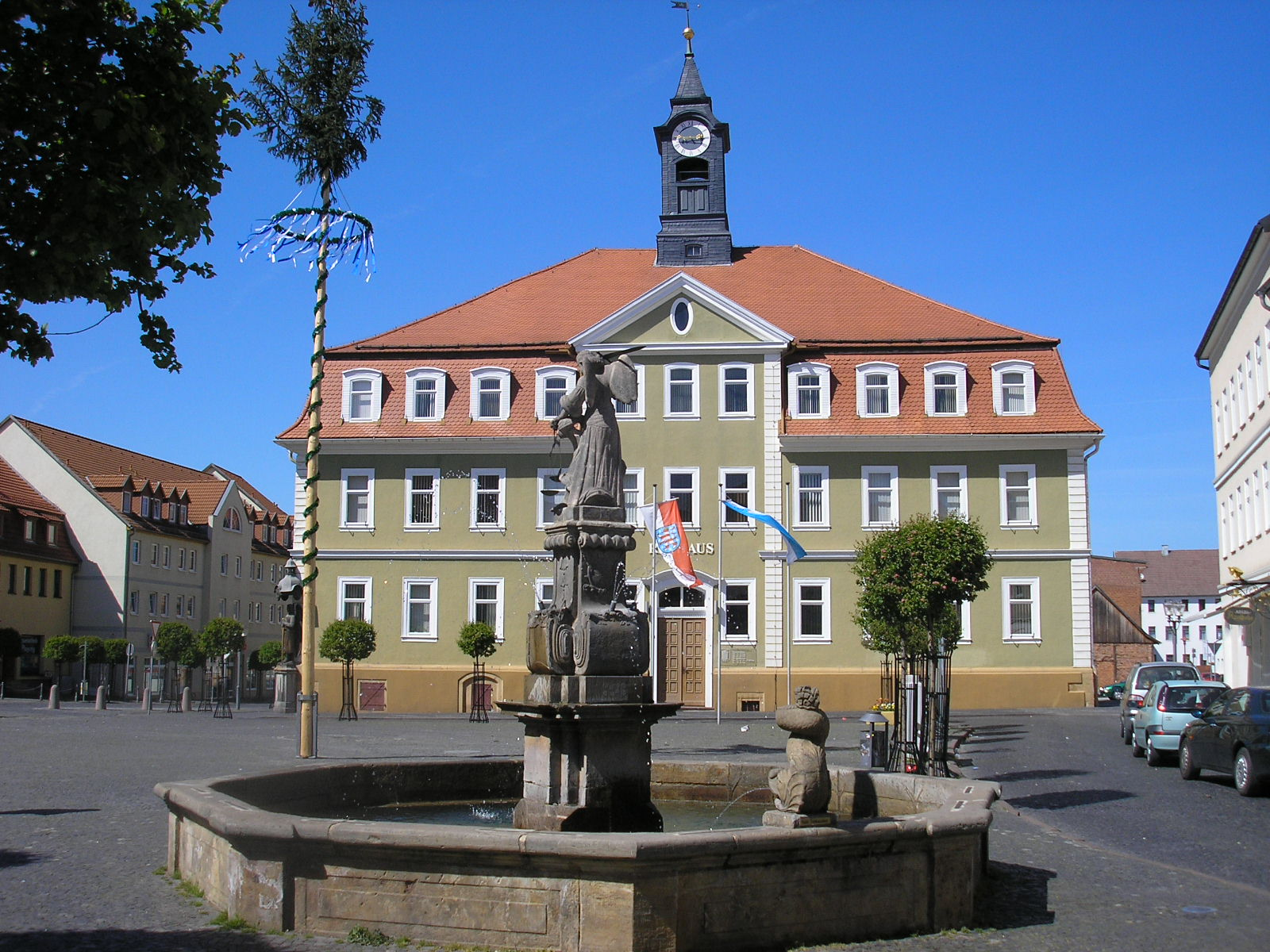
Rathaus, davor Brunnen mit Erzengel Michael

In Ohrdruf befindet sich rechts der Ohra das Schloss Ehrenstein aus den Jahren 1550 bis 1590. Der Renaissancebau war einst Residenz der Grafen von Gleichen. Von 1631 an residierten dort zeitweilig die Grafen und späteren Fürsten von Hohenlohe, in deren Besitz das Schloss bis zum Verkauf an den gothaischen Staat 1870 blieb. Von 1957 bis 1972 war im Schloss eine Schule für sowjetische Offizierskinder untergebracht. Die Interessengemeinschaft Schloss Ehrenstein konnte danach das marode Bauwerk vor dem geplanten Abriss retten und begann Anfang der 1970er Jahre mit Rekonstruktionsarbeiten. Diese wurden nach der Wende intensiv fortgesetzt und 2013 vollendet. Das Schloss Ehrenstein befindet sich heute im Eigentum der Stadt Ohrdruf und wurde wieder als Museum, Bibliothek und Archiv genutzt. Im Nordflügel befindet sich der neu entstandene Bürgersaal. Ende November 2013 brannten – hervorgerufen durch Leichtsinn von Dachdeckern – zwei Flügel des Schlosses ab. Durch das Feuer und Löschwasser wurden Bibliothek und museale Sammlungen weitgehend vernichtet. Archiv und Bürgersaal blieben erhalten. Das Schloss wurde in einer aufwändigen Sanierung wiederhergestellt und 2022 wieder eröffnet.

### Ohra-Gewölbebrücke
Die 1593 erbaute (und 1998/99 erneuerte) steinerne Gewölbebrücke über die Ohra verbindet über die frühere Langgasse (heute Goethestraße) den Schlossbereich mit der eigentlichen Stadt, die links der Ohra liegt.

### Michaeliskirche
Die Kirche St. Michaelis war bis Februar 1945 die evangelische Stadtkirche von Ohrdruf, deren Anfänge bis ins 8. Jahrhundert zurückreichen. Sie wurde bei einem Luftangriff am 6. Februar 1945 bis auf den Turm zerstört. Heute ist von ihr nur noch dieser Kirchturm erhalten. Er wurde nach der Wende bis 1999 wieder aufgebaut, erhielt eine Aussichtsplattform und den Turmhelm wieder. Mit 54 Metern Höhe ist er wieder ein weit ins Land sichtbares Wahrzeichen von Ohrdruf. In seinem Erdgeschoss wird an Bonifatius – den Apostel der Deutschen – und an den Organisten Johann Christoph Bach erinnert, der hier seinen Bruder Johann Sebastian Bach im Tasteninstrumentenspiel unterrichtete. Daran erinnert auch ein kleines Denkmal auf dem benachbarten Platz der 1945 zerstörten Michaeliskirche.

### Marktplatz
An dem nach fränkischem Vorbild dreieckig angelegten Marktplatz steht das Rathaus vom Anfang des 19. Jahrhunderts und ist umgeben von zwei- bis dreistöckigen Bürgerhäusern aus der gleichen Zeit. In der Mitte steht der etwa 400 Jahre alte Engelsbrunnen mit der Sandsteinfigur des Erzengels Michael. Dieser befindet sich auch an einer Ecke des Rathauses als 1920 errichtetes Ehrenmal für die Gefallenen des Ersten Weltkriegs. Alles wurde denkmalgerecht saniert.

### Alte Gerberei
Links der Ohra, zwischen Michaelisturm und Schloss, befindet sich das technische Museum Alte Gerberei.

### Siechhofskirche

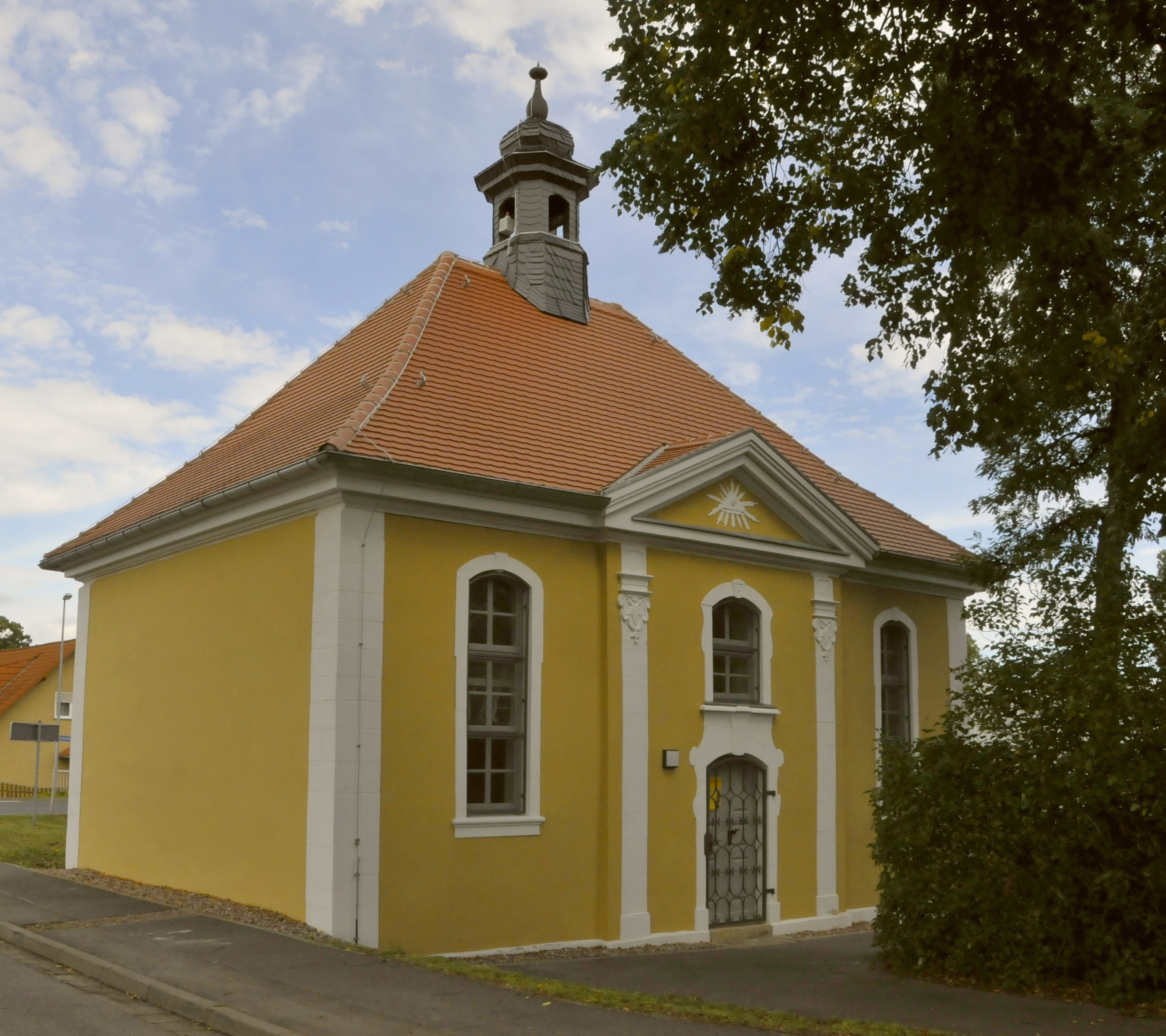
Siechhofskirche (2011)

Die Siechhofskirche wurde 1779 ganz im Norden der Stadt an einem mittelalterlichen Kapellenstandort (Siechenhof) anstelle eines Fachwerkbaus von 1603 errichtet. Die im frühklassizistischen Stil erbaute Kirche hat ein Walmdach und einen charakteristischen Dachreiter. Innen befinden sich dreiseitig umlaufende Empore sowie ein Spiegelgewölbe. 1783 wurde die Kanzelaltarwand aus dem 17. Jahrhundert eingebaut, sie stammt aus der aufgegebenen Kapelle des Schlosses Ehrenstein. Besonders sehenswert sind die spätgotischen Teile des ehemaligen Flügelaltars aus den Jahren 1510/1520. Sie zeigen im Zentrum die Heilige Sippe, die Verwandten Jesu. Die Orgel ist unbekannten Ursprungs und wurde 1990–1992 von der Orgelbauwerkstatt Förster & Nicolaus aus Lich restauriert. Der Architekt Paul Schultze-Naumburg befand 1930, dass der Gebäudezustand so schlecht sei, dass die Kirche wohl ein Verkehrshindernis werde und abgerissen werden sollte. Es gelang, die Gothaer Behörden vom Wert dieser ungewöhnlichen Kirche zu überzeugen. In den 1970er Jahren wurde der Innenraum aufwändig instand gesetzt und „erstrahlt heute in altem Glanze“.

### St.-Trinitatis-Kirche
Der Standort der 1709 bis 1714 errichteten barocken Kirche St. Trinitatis ist in der südlichen Vorstadt von Ohrdruf, dicht vor den Toren der Stadt. Die Kirche ist seit der Zerstörung der Michaeliskirche im Februar 1945 die Hauptkirche der Stadt und wird häufig für Konzerte genutzt. Bis 1945 war die Trinitatiskirche auch die Garnisonkirche der Stadt.

### Stadtmauer
Die Stadtmauer ist weitgehend erhalten und steht unter Denkmalschutz. Durch sie führten bis in das 19. Jahrhundert die Stadttore, wie das Waldtor, das Crawinkler Tor, das Arnstädter und das Totentor.

### Stadtpark
Der Stadtpark vor der Mauer mit wertvollem Bestand an Laubbäumen war der frühere Friedhof der Stadt. Auf ihm befinden sich Steinkreuze des Volksbundes Deutsche Kriegsgräberfürsorge mit Namen, jedoch ohne weitere Kennzeichnung.

### Tobiashammer
Südlich der Stadt steht das technische Denkmal und Museum Tobiashammer.

### Haus Mühlberg
Das Haus Mühlberg, auch als „Burg Ohrdruf“ oder „Kupferschlösschen“ bezeichnet, wurde zwischen 1933 und 1935 von Bodo Ebhardt als Privatresidenz für den Ohrdrufer Unternehmer Thilo Mühlberg erbaut und wird heute als Bildungsstätte genutzt.

### Gedenkstätten

#### Neuer Friedhof
- Auf dem Neuen Friedhof (jetzt einziger Friedhof) steht ein Denkmal für die im Ersten Weltkrieg gefallenen und vermissten Soldaten aus Ohrdruf in Form eines großen Sarkophags.
- Gleich gegenüber dem Eingangstor steht ein Denkmal mit der Inschrift „Unseren Märzgefallenen zum ewigen Gedenken“ (zwei Namen).
- Auf dem Neuen Friedhof befindet sich eine Gedenkanlage für sowjetische Frauen, Kinder und Männer, die im Zweiten Weltkrieg nach Deutschland verschleppt und Opfer von Zwangsarbeit wurden. Weitere Gedenksteine dort ehren polnische und tschechische Opfer des KZ-Außenlagers.
- Kreuze des Volksbundes Deutsche Kriegsgräberfürsorge stehen über den Gräbern von über 30 Angehörigen der Wehrmacht.
- Neben der Kapelle auf dem Friedhof mahnt ein großer Gedenkstein mit aufgesetztem christlichem Kreuz: „Zum Gedenken an die Gefallenen, die Vermißten und die Opfer des Bombenterrors des Zweiten Weltkrieges sowie allen Opfern von Macht und Gewalt.“
- Über dem Gräberfeld für die Opfer des Luftangriffs auf Ohrdruf am 6. Februar 1945 stehen Steinkreuze für 44 namentlich bekannte, überwiegend weibliche Tote und „unbekannte Bombenopfer.“

#### Alter Friedhof
- Auf dem Alten Friedhof (jetzt Parkanlage) befinden sich Steinkreuze nach Art des Volksbundes Deutsche Kriegsgräberfürsorge mit den Namen von etwa 40 Männern, ohne Geburts- oder Sterbedaten. Nach Auskunft im Stadtmuseum handelt es sich um Soldaten aus dem Ersten Weltkrieg.

#### Im Stadtgebiet
- Ein Gedenkstein für die Opfer des Außenlagers Ohrdruf SIII mit einer Zusatztafel für 142 italienische Militärinternierte in der Waldstraße erinnert an die 5000 Opfer des Faschismus.
- Seit 1984 erinnert in der Wölfiser Straße eine Stele an die Opfer des Todesmarsches vom Außenlager Ohrdruf SIII des KZ Buchenwald.

#### Truppenübungsplatz-Gelände
- In einem Massengrab auf der Höhe Hühnernest des Truppenübungsplatzes sind 5000 sowjetische und jugoslawische Kriegsgefangene begraben, an die durch einen Obelisk mit Gedenktafel erinnert wird. Bei einem zweiten Massengrab wird mit einer Steintafel 150 sowjetischer Kriegsgefangener gedacht.

### Wasserturm
Der unter Denkmalschutz stehende Wasserturm auf dem Goldberg ist ein 14,5 m hoher Turm, der vom Ohrdrufer Baumeister Max Riede für 6000 Mark erbaut und am 23. Juli 1911 der Öffentlichkeit als Aussichtsturm übergeben wurde. Damals konnte man ihn gegen eine Gebühr von 10 Pfennigen ersteigen. Man hat von oben einen freien Blick in die Ferne rund um Ohrdruf bis zum Kamm des Thüringer Waldes und zu den Hörselbergen. Der Wasserbehälter unter dem Wasserturm wird nicht mehr genutzt. Der Turm ist wie ehedem ein beliebtes Wanderziel.

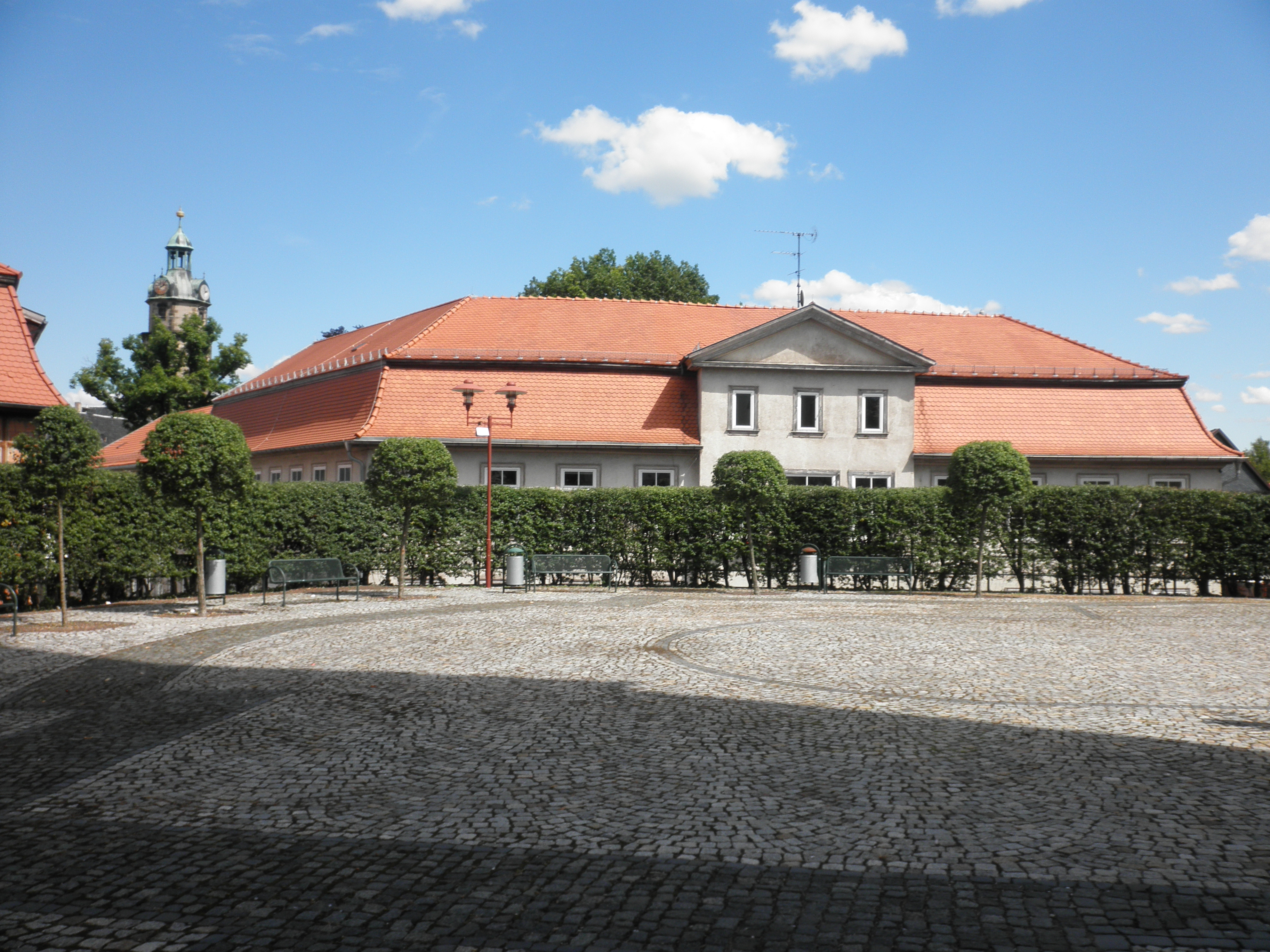
Michaelisschule in Ohrdruf

siehe auch → Liste der Kulturdenkmale in Ohrdruf

## Wirtschaft und Infrastruktur

### Bildung
In Ohrdruf gibt es drei Schulen:
- die Carl-Eduard-Meinung-Grundschule
- die Michaelis-Regelschule
- das Gymnasium Gleichense

### Unternehmen
Seit 2002 ist der Zwiebackhersteller Brandt in Ohrdruf angesiedelt, wo große Teile der Produktion erfolgen. Außerdem gibt es in Ohrdruf ein Versandzentrum der Hermes Fulfilment (ehemals Hermes Warehousing Solutions GmbH). Eine Fabrik des Süßwarenherstellers Storck beschäftigte 2010 bereits 1200, später 1900 Mitarbeiter (2021). Ein weiteres Unternehmen vor Ort ist MöllerTech, das am Ohrdrufer Standort rund 350 Mitarbeiter beschäftigt und zur Möller Group gehört.

### Verkehr

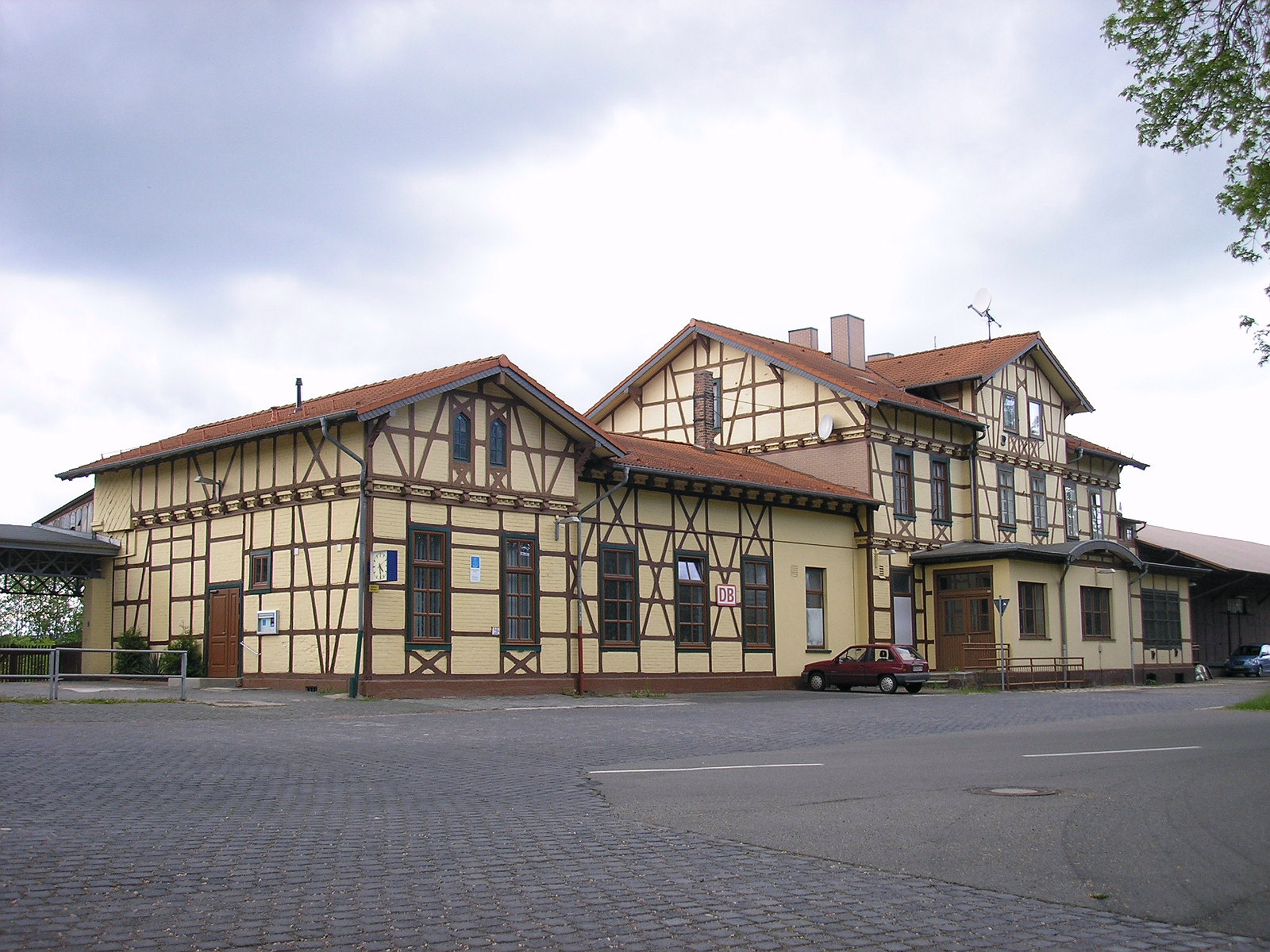
Bahnhofsgebäude (2006)

Ohrdruf liegt am Schnittpunkt der B 88 Ilmenau–Eisenach und der B 247 Gotha–Ohrdruf. Weiterhin führt von hier die Landesstraße 3247 (ehemals B 247) über den Thüringer Wald nach Schleusingen. Die nächsten Autobahnen sind die etwa zwölf Kilometer nördlich verlaufende A 4 mit der Anschlussstelle Gotha und die südöstlich verlaufende Bundesautobahn 71, Anschlussstelle Gräfenroda.
Im Jahr 1876 erhielt die damals 5000 Einwohner zählende Stadt einen Bahnanschluss an der Ohratalbahn, deren betrieblicher Mittelpunkt sie seitdem war. Am 10. Dezember 2011 wurde der Betrieb aus Kostengründen eingestellt. Ab 2024 wurden Investitionen getätigt, eine Unternehmensgenehmigung erteilt und an der Reaktivierung für Güterverkehr und eventuell Personenverkehr gearbeitet.
Durch Ohrdruf führen der Radwanderweg Bach-Rad-Erlebnis-Route und der Radfernweg Waldrandroute.

## Persönlichkeiten

### Ehrenbürger
- Paul von Hindenburg (1847–1934), Generalfeldmarschall[26]

### Söhne und Töchter der Stadt
- Andreas Gröber (* ca. 1600/1610; † 1662 in Osterode am Harz), Bildschnitzer
- Joel Langelott (* 12. Oktober 1617; † 8. Dezember 1680 in Schleswig), Alchemist und Leibarzt in Schleswig
- Andreas Ehrenberger (* 1. September 1649; † 13. August 1726 in Großeutersdorf), evangelischer Pfarrer und Naturforscher
- Georg Friedrich Meinhart (* 4. April 1651; † 10. April 1718 in Sondershausen), evangelischer Theologe
- Otto Zielowski (* 9. Oktober 1866; † 19. Oktober 1928 in Frankfurt am Main), Journalist, Kommunalpolitiker und Abgeordneter des Provinziallandtages der Provinz Hessen-Nassau
- Johann Georg Döhler (* 28. Juli 1667; † 17. November 1749 in Gera), Konsistorialpräsident in Gera
- Gottfried Wunderlich (* 1689; † 2. Januar 1749 in Arnstadt), Maler
- Heinrich Friedrich Otto (* 18. April 1692; † 1. August 1730 in Meißen), Jurist und Historiker
- Tobias Friedrich Bach (* 21. Juli 1695; † 1. Juli 1768 in Udestedt), Organist
- Johann Bernhard Bach (* 24. November 1700; † 12. Juni 1743 in Ohrdruf), Komponist und Organist
- Johann Christoph Bach (* 12. November 1702; † 2. November 1756 in Ohrdruf), Lehrer und Kantor
- Johann Heinrich Bach (* 4. August 1707; † 20. Mai 1783 in Öhringen), Organist und Komponist
- Johann Valentin Reinhardt (* 29. Dezember 1712; † 4. November 1769 in Köln), Kartograf
- Johann Andreas Bach (* 7. September 1713; † 25. Oktober 1779 in Ohrdruf), Hautboist und Organist
- Friedrich Martini (* 31. August 1729; † 27. Juni 1778 in Berlin), Mediziner und Naturforscher
- Johann Christoph Georg Bach (* 8. Mai 1747; † 30. Dezember 1814 in Ohrdruf), Organist
- Franz Christian Karl Krügelstein (* 1779; † 1864), vierter Sohn von Johann Friedrich Krügelstein, studierte in Jena und Würzburg Medizin, veröffentlichte 74 medizinische Abhandlungen und war eine Autorität auf dem Gebiet der Gerichtsmedizin
- Richard Muther (* 25. Februar 1860; † 28. Juni 1909 in Wölfelsgrund), Kunsthistoriker
- Johannes Werner (* 30. November 1863; † 26. November 1937 in Leipzig), evangelischer Theologe und Schriftsteller
- Otto Stichling (* 10. April 1866; † 28. April 1912 in Berlin), Bildhauer
- Otto Zielowski (* 9. Oktober 1866; † 19. Oktober 1928 in Frankfurt/Main), Journalist und Abgeordneter des Provinziallandtages der Provinz Hessen-Nassau
- Karl Koetschau (* 27. März 1868; † 17. April 1949), Kunsthistoriker und Museumsdirektor
- Fritz Kirchner (* 1. November 1896; † 28. November 1967 in Köln), Physiker und Hochschullehrer
- Fritz Walter (* 30. August 1896; † 1. April 1977); Politiker (FDP), MdB, MdL (für Hessen)
- Dieter Göhring (* 1935), Gewichtheber, wuchs in Ohrdruf auf, begann hier auch das Gewichtheben
- Klaus Scheikel (* 1940), Bürgermeister a. D., Ehrenbürger der Stadt Ohrdruf
- Peter Gundermann (* 1944), Politiker, MdL (Thüringen)
- Hans-Dieter Schütt (* 1948), Journalist und Schriftsteller
- Marlies Ameling (* 1952), Formgestalterin und Industriedesignerin
- Christoph Pietz (* 1964), Leichtathlet
- Linda Feller (* 1966), Countrysängerin

### Persönlichkeiten, die vor Ort gewirkt haben
- Wigbert (* um 670 in England; † 747 in Fritzlar), christlicher Missionar, Abt des Klosters Ohrdruf
- Bonifatius (* 672/673 in Crediton/England; † 5. Juni 754 bei Dokkum/Friesland), christlicher Missionar, „Apostel der Deutschen“, gründete in Ohrdruf das erste nachweisbare Kloster Thüringens mit einer Klosterschule und der Klosterkirche St. Michaelis
- Gunthildis (Cynehildis, Cunihilt, Cunthildis, Chunigild) von Ohrdruf (* in England; † 8. Dezember 760 in Ohrdruf), kam 748 mit ihrer Tochter Berathgit nach Thüringen, nachdem sie ins Kloster Wimborn, in der englischen Grafschaft Dorset eingetreten war; Tante mütterlicherseits des Hl. Lullus
- Lullus (* um 705 in Wessex; † 16. Oktober 786 im Kloster Hersfeld), weihte 777 die Kirche St. Peter in Ohrdruf, 781 wurde er vom Papst zum ersten Erzbischof von Mainz ernannt
- Johann Debel (* 11. April 1540 in Remda; † 25. August 1610 in Jena), deutscher Philologe und lutherischer Theologe, war hier 26 Jahre Superintendent
- Johann Sebastian Bach (* 31. März 1685 in Eisenach; † 28. Juli 1750 in Leipzig), deutscher Komponist, lebte, nachdem seine Eltern verstorben waren, zwischen 1695 und 1700 bei seinem Bruder Johann Christoph Bach in Ohrdruf und besuchte dort das Lyzeum illustre Ohrdruviense
- Georg Anton Benda (* 30. Juni 1722 in Stare Benatky/Böhmen; † 6. November 1795 in Bad Köstritz), deutsch-böhmischer Komponist, lebte einige Jahre in Ohrdruf
- Johann Friedrich Krügelstein (* 1738 in Gotha; † 1813 in Ohrdruf), Landmedicus und Bürgermeister in Ohrdruf, Verfasser mehrerer wissenschaftlicher Werke
- Peter Anton Ulrich Piutti (* 5. Juli 1750 in Paluzza, Italien; † 23. Februar 1823 in Ohrdruf), kam aus Italien und ließ sich als Unternehmer und Kaufmann in Ohrdruf nieder
- Johann Gottfried Eichhorn (* 16. Oktober 1752 in Dörrenzimmern; † 25. Juni 1827 in Göttingen), deutscher Historiker, arbeitete einige Jahre als Rektor des Lyzeums in Ohrdruf
- Friedrich Wilhelm Loder (* 14. Februar 1757 in Regensburg; † 31. Mai 1823 in Ohrdruf) Kirchenlieddichter und Verwaltungsbeamter, war Kanzlei-, Hof- und Konsistorialrat in Ohrdruf
- Adolf Moritz Schulze (* 5. Mai 1808 in Gotha; † 8. Dezember 1881 in Hildburghausen), deutscher Lehrer, Autor und Pfarrer, Bezirksschulinspektor, Superintendent und Oberpfarrer in Ohrdruf, gründete die Höhere Mädchenschule des Ortes
- Wilhelm Adolph von Trützschler (* 20. Februar 1818 in Gotha; † 14. August 1849 Mannheim), Mitglied des sächsischen Landtages und Abgeordneter für die deutsche Nationalversammlung in Frankfurt am Main.
- Johann Robert Korn (* 15. Februar 1873 in Bad Salzungen; † 24. September 1921 in Berlin), deutscher Bildhauer, aufgewachsen in Ohrdruf
- Hans Friedrichs (* 9. November 1875 in Demmin; † 11. April 1962 in Meran), deutscher Generalmajor und Oberbürgermeister von Potsdam, leitete bis 1929 den Truppenübungsplatz Ohrdruf
- Maximilian von Weichs (* 12. November 1881 in Dessau; † 27. September 1954 in Bonn), deutscher General, wirkte in den 1920er-Jahren an der Infanterieschule Ohrdruf
- Julius Böttcher (1886–1970), deutscher Lehrer, Heimatforscher und Fossiliensammler
- Willy Marschler (* 12. August 1893 in Liegnitz; † 8. November 1952 in Karlsruhe), nationalsozialistischer Politiker, 1931–1932 Bürgermeister von Ohrdruf
- Hermann Brill (* 9. Februar 1895 in Gräfenroda; † 22. Juni 1959 in Wiesbaden), deutscher Politiker (SPD), ging von 1901 bis 1909 in Ohrdruf zur Schule
- Hermann von Oppeln-Bronikowski (* 2. Januar 1899; † 19. September 1966), deutscher Generalmajor, wurde 1924 als Aufsichtsoffizier und Ausbilder an die zur Infanterieschule Ohrdruf gehörige Reitanstalt versetzt
- Erich Recknagel (* 3. Dezember 1904 in Oberschönau; † 16. August 1973 in Ohrdruf), deutscher Skispringer und Nordischer Kombinierer, Teilnehmer bei den Olympischen Winterspielen 1928 in St. Moritz